# Robert Kalina
Pour les articles homonymes, voir Kalina.
Compléments
Il a remporté le concours pour le dessin des sept premiers billets en euros.
Robert Kalina (né le 19 juin 1955 à Vienne) est un graphiste autrichien. Travaillant pour la Banque nationale d'Autriche depuis 1976, il a remporté, en 1996, le concours pour le dessin des sept premiers billets en euros, mis en circulation le 1er janvier 2002.
Il a dessiné deux des derniers billets en schillings autrichiens : le 500 schillings Rosa Mayreder, une militante féministe, et le 1000 schillings Karl Landsteiner, un scientifique.
Le choix de ses projets de billets en euros est annoncé au Conseil européen de Dublin, en décembre 1996. Suivant le cahier des charges, il a choisi le thème « Époques et styles en Europe » et représenté des éléments qui rappellent la géographie et l'histoire architecturale des pays de l'Union européenne, sans motif nationaux.
En 2006, il dessine la nouvelle série de billet azerbaïdjanais exprimés en manat.

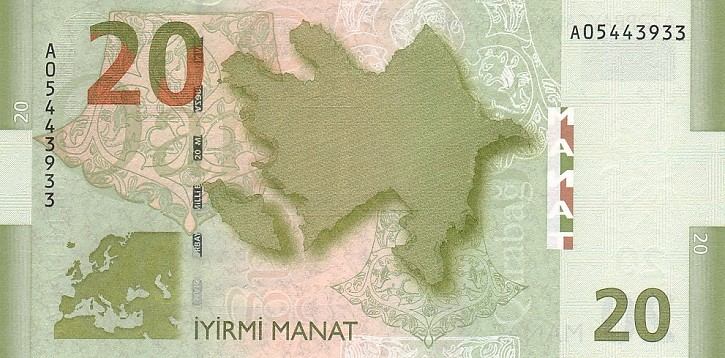
Exemple de billet azerbaïdjanais dessiné par Robert Kalina